# Bumper WAC
Bumper WAC, również Bumper – dwustopniowa rakieta sondażowa; pierwsza wielostopniowa rakieta amerykańska i pierwsza na świecie duża dwuczłonowa rakieta na paliwo ciekłe. Powstała z połączenia niemieckiej V2 (po usunięciu głowicy bojowej) ze zmodyfikowaną rakietą WAC Corporal, jako drugim członem. Używano jej do gromadzenia danych z dużych wysokości, a także na potrzeby projektu Hermes. Powstało 8 egzemplarzy rakiety.
Pomysł połączenia obu rakiet powstał w lutym 1946, w Jet Propulsion Laboratory, w ramach programu Hermes. Tandem miał osiągnąć prędkość 9 Ma. Na potrzeby bumpera, WAC Corporal został wyposażony w 50% większe brzechwy stabilizujące. Było to konieczne, aby utrzymać rakietę w równowadze na dużej wysokości, po odłączeniu od V2. Pierwsze testy pokazały jednak, że taka stabilizacja jest niewystarczająca, wobec czego dodano stabilizację ruchem obrotowym. Stateczniki WAC Corporala był montowane w specjalnych szynach na nosie V2. Nazwa rakiety (po angielsku wstrząs, uderzenie) pochodziła od "kopniaka" jaki rakiecie WAC zapewniała rakieta V2.
Pierwsze sześć startów odbyło się z poligonu rakietowego White Sands. Dwa ostatnie starty bumperów były pierwszymi jakie odbyły się w nowo wybudowanym ośrodku na Przylądku Canaveral, gdzie później powstało Centrum Lotów Kosmicznych imienia Johna F. Kennedy'ego.
Całość prac nad rakietą prowadziło Jet Propulsion Laboratory, z pomocą firm General Electric i Douglas Aircraft Company, na zlecenie Army Ordnance Department. 

## Wybrane starty
- 13 maja 1948: Bumper 1 – start z poligonu White Sands; rakieta osiągnęła wysokość 129 km i prędkość ponad 4400 km/h.
- 24 lutego 1949: Bumper 5 – rakieta osiągnęła wówczas rekordowy pułap 389 km. Maksymalna prędkość rakiety wyniosła 8290 km/h
- 19 lipca 1950: start Bumper 7 zostaje przełożony z powodu problemów z 1. stopniem (nie osiągnięto wystarczającego ciągu) – usterka dotyczyła niedrożnego zaworu paliwowego, który uległ korozji z powodu wilgotnego i słonego powietrza
- 24 lipca 1950: Bumper 8 – pierwszy start z 3. stanowiska startowego na przylądku Canaveral
- 29 lipca 1950: Bumper 7 – ostatni start rakiety tego typu